# Jakob Sturm
Jakob Sturm von Sturmeck (Estrasburg, 1489 - 1553) fou un estadista i reformador protestant alsacià. Estudià a les universitats de Heidelberg i Friburg, i el 1517 entrà al servei del bisbe d'Estrasburg. De 1524 a 1540 fou stattmeister de la ciutat. El 1524 fou cap de la milícia local durant la Guerra dels Camperols i el 1526 representà Estrasburg a la Dieta d'Espira. També participà en la conferència de Marburg de 1529, tot intentant unir les tendències protestants (els seguidors de Martí Luter i Ulrich Zwingli). Fou amic del landgrave Felip I de Hessen i el 1531 es va unir a la Lliga Smalkalda. El 1537 cridà a la ciutat Johannes Sturm per tal que hi fundés el primer gymnasium de la ciutat, amb capacitat per a 1.500 alumnes de 6 a 16 anys. El 1546 dirigí les tropes d'Estrasburg que s'enfrontaren a Carles V, però el 1547 assolí una rendició en termes força favorables.